# Esfuerzo Universal
Albums de Antidoping
Antidoping en San Cris
(2002)
Esfuerzo Universal est le troisième album studio du groupe mexicain Antidoping, sorti en 2004.

## Liste des titres
1. Whatta Life
2. Medicina
3. Esfuerzo Universal
4. Pipiltin
5. Sal a Caminar
6. Unidos Humanos
7. I & I
8. Faya Dub
9. Lejos De Casa
10. Calabaza
11. La Menira
12. Equinox
13. You Better Cool